# Trematopygodes osflavus
Trematopygodes osflavus är en stekelart som först beskrevs av Davis 1897.  Trematopygodes osflavus ingår i släktet Trematopygodes och familjen brokparasitsteklar. Inga underarter finns listade i Catalogue of Life.